# هانس هيكر
هانس هيكر (بالألمانية: Hans Hecker)‏ هو عسكري ألماني، ولد في 26 فبراير 1895 في دويسبورغ في ألمانيا، وتوفي في 1 مايو 1979 في موندن في ألمانيا.